# Lonette McKee
Lonette McKee est une actrice et chanteuse américaine, née à Détroit (Michigan) le 22 juillet 1954.

## Filmographie partielle

### Cinéma
- 1976 : Sparkle (en) de Sam O'Steen : Sister
- 1977 : Which Way Is Up? de Michael Schultz : Vanetta
- 1979 : Cuba de Richard Lester : Therese Meideros
- 1984 : Cotton Club de Francis Ford Coppola : Lila Rose Oliver
- 1985 : Comment claquer un million de dollars par jour de Walter Hill : Angela Drake
- 1986 : Autour de minuit de Bertrand Tavernier : Darcey Leigh
- 1987 : Jardins de pierre (Gardens of Stone) de Francis Ford Coppola : Betty Rae
- 1991 : Jungle Fever de Spike Lee : Drew
- 1992 : Malcolm X de Spike Lee : Louise Little
- 1998 : He Got Game de Spike Lee : Martha Shuttlesworth
- 2000 : Fast Food, Fast Women d'Amos Kollek : Sherry-Lynn
- 2006 : ATL de Chris Robinson : Priscilla Garnett

### Télévision
- 1999 : New York 911 (TV) : Maggie Davis (#10 épisodes, 1999-2003)
- 2002 : New York, unité spéciale (Law and Order : Special Victims Unit) (saison 4, épisode 1) :  avocate Greer

## Discographie
- Lonette (Sussex, 1974)
- Words and Music (Warner Bros., 1978)
- Natural Love (40 Acres and a Mule/Columbia, 1992)